# Grzegorz Kaszak

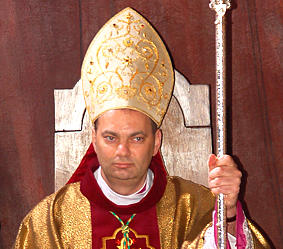
Grzegorz Kaszak (2009)

Bischofswappen von Grzegorz Kaszak

Grzegorz Kaszak (* 24. Februar 1964 in Choszczno, Woiwodschaft Westpommern, Polen) ist ein polnischer Geistlicher und emeritierter römisch-katholischer Bischof von Sosnowiec.

## Leben
Grzegorz Kaszak studierte Philosophie und Theologie am Priesterseminar des Bistums Szczecin-Kamień, für das ihm Bischof Kazimierz Jan Majdański am 18. Juni 1989 das Sakrament der Priesterweihe spendete.
Er war zunächst sechs Monate lang als Kaplan im Stadtteil Ostswine von Swinemünde tätig. Anschließend studierte er Moraltheologie an der Päpstlichen Universität Santa Croce in Rom. Von 1992 bis 2002 war er Mitarbeiter des Päpstlichen Rates für die Familie. Während dieser Zeit wurde er 1998 im Fach Moraltheologie mit einer Dissertation zum Thema „Amore responsabile e contraccezione nelle Catechesi di Giovanni Paolo II“ („Verantwortungsvolle Liebe und Empfängnisverhütung in den Katechesen von Johannes Paul II.“) promoviert. Von 2002 bis 2007 war er Rektor des Päpstlichen Polnischen Kollegs.
Papst Benedikt XVI. ernannte ihn am 10. November 2007 zum Sekretär des Päpstlichen Rates für die Familie und am 4. Februar 2009 zum Bischof von Sosnowiec. Die Bischofsweihe spendet ihm der polnische Primas, Józef Kardinal Glemp, am 28. März desselben Jahres; Mitkonsekratoren waren Stanisław Kardinal Dziwisz, Erzbischof von Krakau, und Stanisław Nowak, Erzbischof von Częstochowa. Als Wahlspruch wählte er Facere voluntatem tuam („Deinen Willen tun“).
Papst Franziskus nahm am 24. Oktober 2023 seinen Rücktritt als Bischof von Sosnowiec ohne weitere Erklärungen an. Medien berichteten über eine Reihe von Fällen sexuellen Fehlverhaltens Geistlicher des Bistums, an denen der Bischof allerdings nicht beteiligt gewesen sei. Grund für den Rücktritt sei ein seit Jahren anhaltender „moralischer Verfall der Diözese“ und die Notwendigkeit einer moralischen Erneuerung im Klerus des Bistums.